# Радость гей-секса
Радость гей-секса (англ. The Joy of Gay Sex) — руководство по сексу для мужчин, практикующих секс с мужчинами, Чарльза Сильверстайна и Эдмунда Уайта. Книга была впервые опубликована в 1977 году и была вдохновлена бестселлером 1972 года «Радость секса». Первоначальный тираж составлял 75 000 экземпляров. Книга переведена на французский, немецкий, итальянский, шведский и японский языки.
Книга объёмом 207 страниц представляет собой практическое руководство «с главами о минетах, круизинге и грязных разговорах, гей-камасутрой с рекомендуемыми сексуальными позами, такими как «краб», и культурным путеводителем с несексуальными главами о реалиях каминг-аута, гей-политике, расизме и многом другом». Книгу ценят за её сексуально позитивный тон. В своих мемуарах Сильверстайн написал, что они хотели, чтобы книга «имела более широкую направленность, чем просто секс, и чтобы она также давала читателю советы о жизни в гей-сообществе, а большинство отрывков в готовой книге носили несексуальный характер».
Книга частично посвящена писателю и активисту Крису Коксу. Сильверстайн был психотерапевтом Уайта, когда издатель предложил ему работу в качестве соавтора. Уайт говорил: «Необходимость платить за квартиру превзошла мою потребность в терапии».

## Продолжения
За книгой последовали «Новая радость гей-секса», опубликованная издательством Perennial в августе 1993 года в соавторстве с Феличе Пикано, и «Радость гей-секса», полностью переработанное и расширенное третье издание, опубликованное Уильямом Морроу в январе 2006 года в соавторстве с Пикано.